# تشارلز فوران
تشارلز فوران (بالإنجليزية: Charles Foran)‏ (1 أغسطس 1960، تورونتو في كندا)؛ كاتب وروائي كندي.